# Araby naturreservat
Araby är ett naturreservat i Växjö socken i Växjö kommun i  Småland (Kronobergs län).
Området är skyddat sedan 1971 och är 16 hektar stort. Det ligger strax nordväst om stadsdelen Araby, 4 km från Växjö centrum vid Helgasjöns strand.
Naturreservat ligger på det som en gång var inägorna till Araby gård. På 1800-talet fanns där vidsträckta slåtterängar och brukade åkrar. I dag domineras området av lövskog och Araby golfbana. Verksamhet som wärdshus, ridning och golf har tagit över gården.

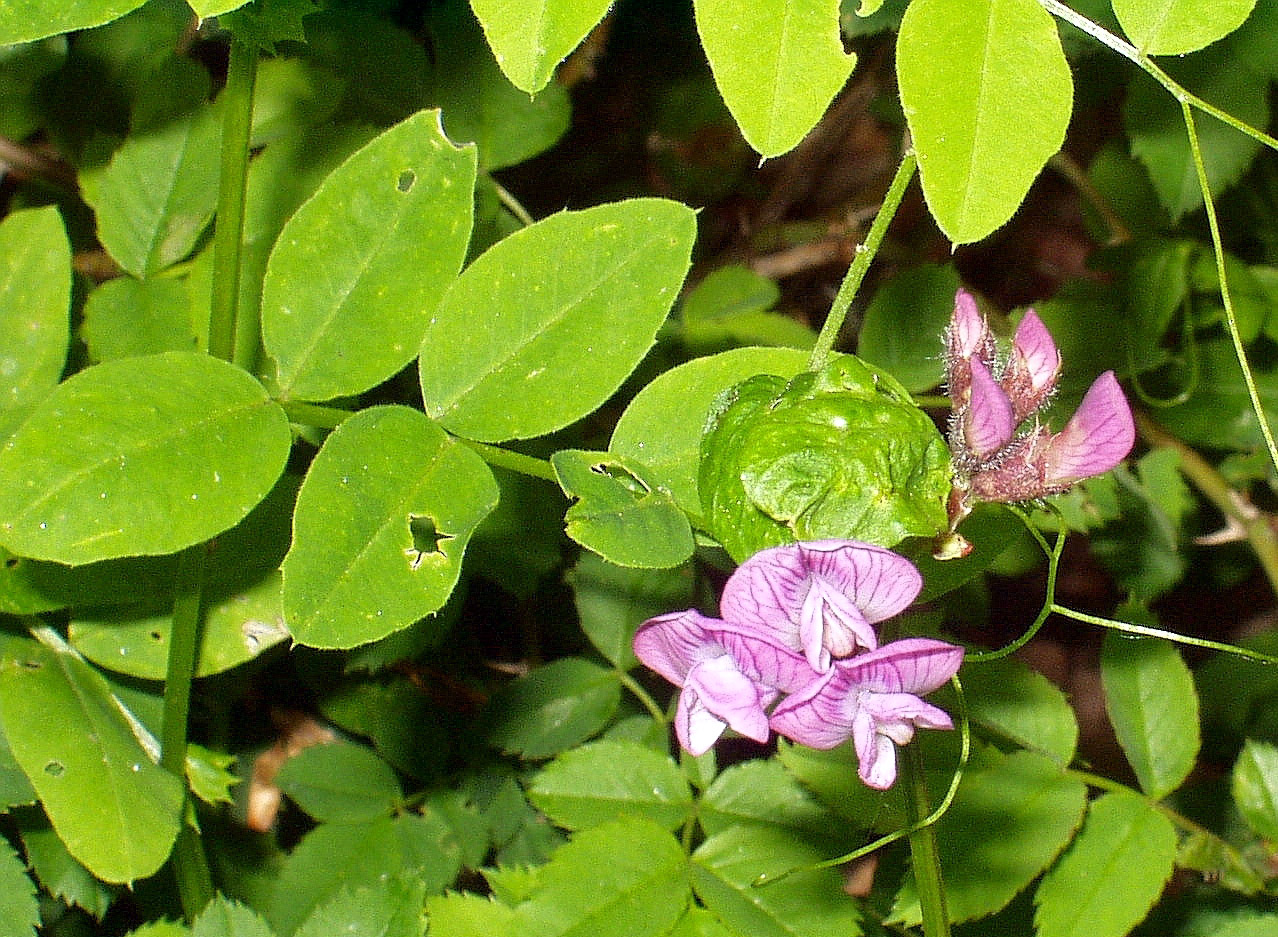
Buskvicker hittas vid Araby

Man finner där vackra bok-, ek- och hasselbackar i reservatet samt lövkärr med mycket ask. Vissa ängar hävdas med slåtter. Fågellivet är rikt i naturreservatet.
Även ett vattenområde ut i Helgasjön samt några öar ingår i reservatet.